# Walter Arlen
Walter Arlen (nascido Aptowitzer; 31 de julho de 1920 – 2 de setembro de 2023) foi um compositor americano nascido na Áustria, focado em canções para voz e piano. Logo após terminar a escola, ele fugiu do regime nazista em Viena para os Estados Unidos, onde trabalhou como crítico musical para o Los Angeles Times e professor de música na Universidade Loyola Marymount. Ele foi reconhecido como compositor tarde na vida.

## Vida e carreira
Walter Aptowitzer nasceu em Viena em 31 de julho de 1920, em uma família judia de classe média. Seus pais administravam a Warenhaus Dichter, uma loja de departamentos fundada por seu avô em 1890. Aos cinco anos, seu avô o levou ao musicólogo Otto Erich Deutsch, que descobriu que ele tinha ouvido absoluto e recomendou que ele fizesse aulas de piano. Ele tinha um piano em seu quarto, e sentiu uma necessidade de compor aos dez anos.
A loja de departamentos de seus pais foi expropriada pelos nazistas após a Noite dos Cristais Quebrados em 1938. Seu pai foi enviado para o campo de concentração de Buchenwald e sua mãe sofreu um colapso nervoso.
Ele deixou a Áustria logo após terminar a escola, em 1939, e imigrou para os Estados Unidos, mudando seu nome para Arlen. Ele primeiro se estabeleceu em Chicago, enquanto outros membros da família escaparam para Londres, um fato que ele não sabia. Ele ganhava dinheiro trabalhando como vendedor. Sofrendo de depressão, ele viu um terapeuta que recomendou que ele começasse a compor como um meio de terapia. Ele treinou no Conservatório de Chicago, com Leo Sowerby e Roy Harris, de quem ele se tornou assistente. Ele ganhou um prêmio de composição do Conservatório. Ele estudou composição mais profundamente na Universidade Vanderbilt em Nashville, Tennessee, e na Universidade da Califórnia em Los Angeles, onde se formou com um mestrado em 1955.
Arlen trabalhou como jornalista e crítico musical para o Los Angeles Times, primeiro como assistente de Albert Goldberg, que foi crítico musical de 1952 a 1980. Isso lhe deu experiência em primeira mão da vida musical da cidade. Ele fundou o departamento de música da Loyola University Chicago em 1969 e foi emérito em 1990. Arlen estabeleceu amizades com vários outros emigrantes alemães e austríacos, incluindo Stravinsky, Milhaud, Villa-Lobos e Carlos Chávez. Ele foi fundamental para rastrear outros artistas da era nazista cujas obras foram perdidas ou esquecidas devido à destruição sistemática de arte que foi considerada degenerada pelo regime. Arlen retornou à composição somente após se aposentar do cargo de jornalista na década de 1980.
Em 2 de julho de 2013, ele se casou com seu parceiro Howard Myers em West Hollywood, Califórnia. Em 2020, ele recebeu a cidadania honorária da cidade de Bad Sauerbrunn em seu 100º aniversário.
Arlen foi entrevistado longamente para o documentário da Netflix de 2023, Eldorado: Everything the Nazis Hate; ele falou sobre seu primeiro amor quando adolescente, Fülöp "Lumpi" Loránt, um judeu húngaro e amigo da família, que foi assassinado pelos nazistas no Holocausto.
Arlen morava em Santa Mônica, Califórnia, e morreu em um hospital da cidade em 2 de setembro de 2023, aos 103 anos.

## Obras
Arlen compôs 65 obras, principalmente para voz e piano. Na década de 1980, ele compôs poesias de São João da Cruz que seu parceiro Howard Myers lhe dera. Ele parou de compor em 2000, quando ficou cego devido à degeneração macular. Suas obras foram publicadas pela Doblinger.
Suas obras para voz e piano incluem:
- Excerpt from The Song of Songs, com trechos do Cântico dos Cânticos
- Four Robert Frost Songs, com poesia de Robert Frost
- Five Songs of Love and Yearning, com textos de João da Cruz
- Sonnets to Orpheus, ambientação da poesia de Rilke
- "Es geht wohl anders", ambientando um poema de Eichendorff
- Sonnets of Shakespeare, definindo alguns sonetos de Shakespeare
- "Le Tombeau de Gabriel Fauré", ambientando um poema de Rilke
- The poet in Exile, ambientando poemas de Czesław Miłosz
- Endymion, poemas de cenário de Constantine P. Cavafy
- "Wiegenlied", ambientação de um poema de Paul Heyse

### Gravações
As obras de Arlen foram gravadas por Gramola, depois de terem sido descobertas no final de sua vida por Michael Haas, que liderou o programa de música degenerada na Decca Records. O primeiro CD da música de Arlen foi lançado quando ele tinha 92 anos. O pianista era frequentemente Daniel Vnukowski, que se concentrava na música de compositores exilados devido aos nazistas. Ele editou as obras para piano de Arlen para a editora Doblinger. Suas gravações da música para piano de Arlen foram usadas como trilha sonora em um documentário sobre a vida do compositor, intitulado Walter Arlen's First Century (Das erste Jahrhundert des Walter Arlen), estreado no Festival Internacional de Cinema de Viena em 30 de outubro de 2018. Vnukowski também produziu um vídeo por ocasião do centenário de Arlen.
- 2012: Es geht wohl anders (As coisas acontecem de maneira diferente), Rebecca Nelsen (soprano), Christian Immler (barítono), Danny Driver (piano), 2 CDs, Gramola[2][9][19][20]
- 2014: Die letzte Blaue, Rebecca Nelsen, Christian Immler, Daniel Vnukowski, Daniel Hope, 2 CDs, Gramola[2][19]
- 2015: "Wien, du allein": Memories of an Exiled Wandering Viennese Jew Rebecca Nelsen, Daniel Vnukowski, 2 CDs, Gramola[2]

## Prêmios
- 2008: Condecoração de Honra por Serviços à República da Áustria[10][21]
- 2011: Decoration of Honour for Services to the State of Vienna[10][22][23]
- 2015: Goldener Rathausmann da cidade de Viena[24]
- 2020: Cidadão honorário de Bad Sauerbrunn[11]